# Liste der Baudenkmäler in Weil (Oberbayern)

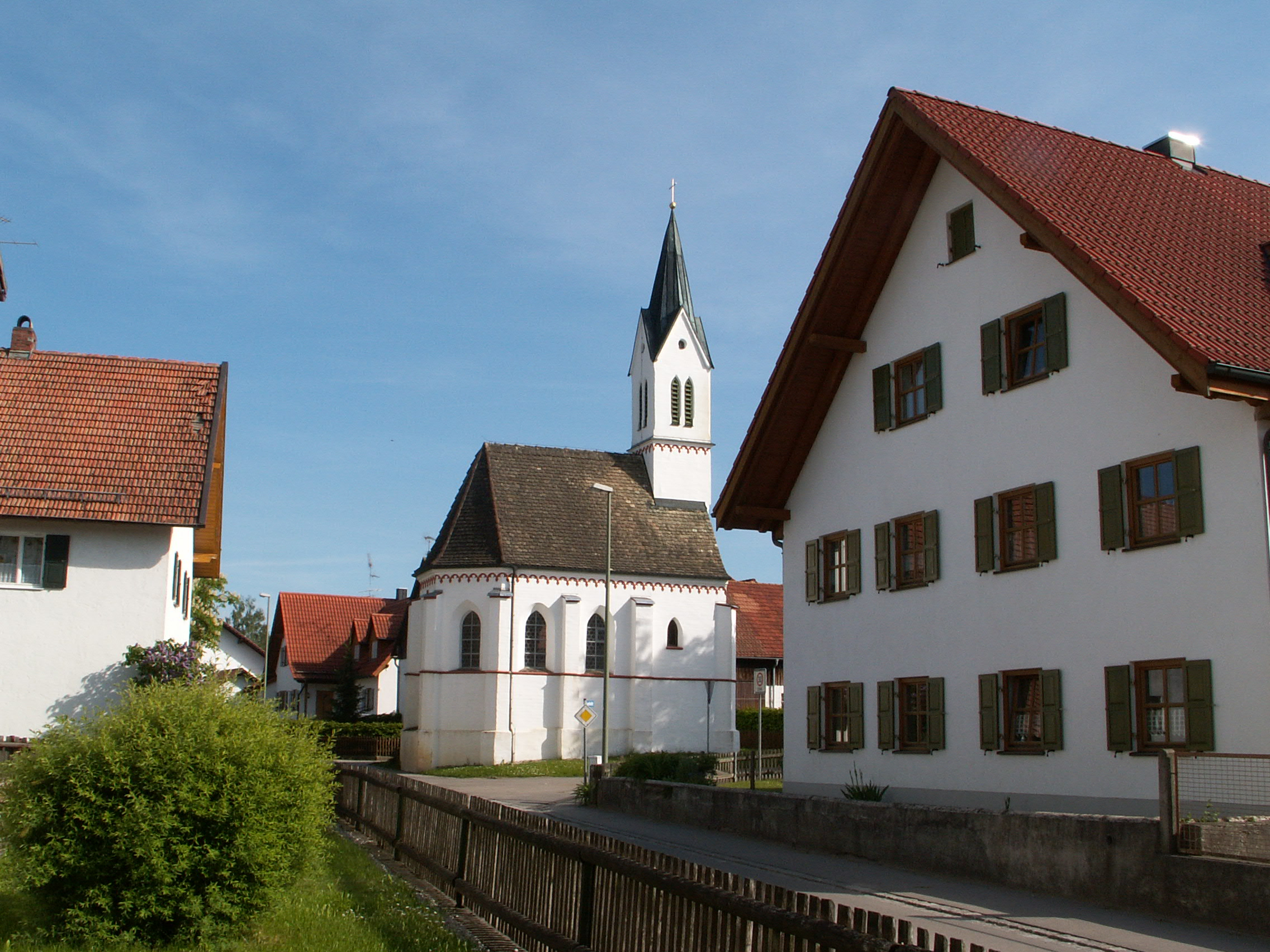
Schwabhausen

Auf dieser Seite sind die Baudenkmäler in der oberbayerischen Gemeinde Weil zusammengestellt. Diese Tabelle ist eine Teilliste der Liste der Baudenkmäler in Bayern. Grundlage ist die Bayerische Denkmalliste, die auf Basis des Bayerischen Denkmalschutzgesetzes vom 1. Oktober 1973 erstmals erstellt wurde und seither durch das Bayerische Landesamt für Denkmalpflege geführt wird. Die folgenden Angaben ersetzen nicht die rechtsverbindliche Auskunft der Denkmalschutzbehörde.

## Baudenkmäler nach Ortsteilen

### Weil
| Lage                                | Objekt                                | Beschreibung | Akten-Nr.     | Bild                               |
| ----------------------------------- | ------------------------------------- | --- | ------------- | ---------------------------------- |
| Geretshausener Straße 11 (Standort) | Katholische Kapelle Sankt Rupertus    | Saalbau mit eingezogenem Rechteckchor in geschlämmten Backsteinen, im Kern spätromanisch, Fenster zum Teil barock. | D-1-81-145-3  | Katholische Kapelle Sankt Rupertus |
| Landsberger Straße 1 (Standort)     | Ehemaliges Pfarrhaus                  | Langgestreckter Steilsatteldachbau mit Aufzugsöffnungen im Giebel, 1711. | D-1-81-145-4  | Ehemaliges Pfarrhaus               |
| Meringer Straße 2 (Standort)        | Katholische Pfarrkirche St. Mauritius | Saalbau mit eingezogenem, halbrundem Chor und Chorflankenturm, Langhaus im Kern um 1500, Chor und Turm wohl von Joseph Schmuzer 1715, Barockisierung des Schiffs nach 1740; mit Ausstattung.                                                                                             | D-1-81-145-1  | weitere Bilder                     |
| Meringer Straße 4 (Standort)        | Wohnteil des ehemaligen Amtshauses    | Zweigeschossiger Satteldachbau, im Kern um 1715, Dachwerk bezeichnet mit „1902“. | D-1-81-145-5  | Wohnteil des ehemaligen Amtshauses |
| Moorgasse 8 (Standort)              | Katholische Kapelle Sankt Wolfgang    | Stattlicher Satteldachbau mit eingezogenem Polygonalchor und Dachreiter am Chorscheitel, Chor spätgotisch gegen 1500, Langhaus und Dachreiter um 1707; mit Ausstattung; Stationshäuschen, fünfzehn gemauerte rechtwinklige Blöcke mit Nische und Satteldach, gegen 1700; um die Kapelle. | D-1-81-145-2  | Katholische Kapelle Sankt Wolfgang |
| Mühlgasse 8 (Standort)              | Ehemalige Mühle                       | zweigeschossiger Mansardgiebelbau mit Putzgliederung und Dachgauben, Wiederaufbau, von Friedrich Kaupert, 1909/10; mit technischer Ausstattung | D-1-81-145-48 | BW                                 |
| Oberer Weg (Standort)               | Bildstock                             | Gemauerter Pfeiler mit Nische, Mitte 19. Jahrhundert; mit Ausstattung. | D-1-81-145-6  | Bildstock                          |

### Adelshausen
| Lage                      | Objekt                           | Beschreibung                                                                                               | Akten-Nr.    | Bild           |
| ------------------------- | -------------------------------- | --- | ------------ | -------------- |
| In Adelshausen (Standort) | Katholische Kapelle Sankt Martin | Einschiffiger Satteldachbau mit leicht eingezogenem Polygonalchor, bezeichnet mit „1677“; mit Ausstattung. | D-1-81-145-7 | weitere Bilder |

### Beuerbach
| Lage                                | Objekt                                 | Beschreibung | Akten-Nr.     | Bild                                |
| ----------------------------------- | -------------------------------------- | --- | ------------- | ----------------------------------- |
| Benediktstraße (Standort)           | Feldkreuz                              | Farbig gefasstes Holzkruzifix, zweites Viertel 19. Jahrhundert.                                                                                               | D-1-81-145-14 | Feldkreuz                           |
| Benediktstraße 7 (Standort)         | Katholische Pfarrkirche Sankt Benedikt | Saalbau mit eingezogenem Polygonalchor und Chorflankenturm, Chor und Turm zweite Hälfte 15. Jahrhundert, Langhaus von Michael Beer II, 1700; mit Ausstattung. | D-1-81-145-8  | weitere Bilder                      |
| Benediktstraße 10 (Standort)        | Pfarrhaus                              | Stattlicher zweigeschossiger Satteldachbau mit Aufzugsöffnungen im Giebel, am Dachwerk bezeichnet mit „1666“; mit Ausstattung.                                | D-1-81-145-11 | Pfarrhaus                           |
| Benediktstraße 11 (Standort)        | Haustür                                | Holztür in Futter mit reichem Schnitzdekor, bezeichnet mit „1851“.                                                                                            | D-1-81-145-12 | BW                                  |
| Benediktstraße 22 (Standort)        | Pfründhäusl                            | Satteldachbau mit verbretterter Giebellaube, Mitte 19. Jahrhundert.                                                                                           | D-1-81-145-13 | weitere Bilder                      |
| Kapellenweg (Standort)              | Wegkapelle                             | Kleiner Pyramidendachbau mit Rauputzgliederung, 18. Jahrhundert.                                                                                              | D-1-81-145-10 | Wegkapelle                          |
| Moosteile, am Westerholz (Standort) | Feldkapelle, sogenannte Holzkapelle    | Runder Zentralbau mit einschiffigem Anbau, 1686, erweitert 1824; mit Ausstattung.                                                                             | D-1-81-145-9  | Feldkapelle, sogenannte Holzkapelle |

### Geretshausen
| Lage                                                                      | Objekt                                            | Beschreibung | Akten-Nr.     | Bild                       |
| ------------------------------------------------------------------------- | ------------------------------------------------- | --- | ------------- | -------------------------- |
| Holzwegäcker, einen Kilometer südostwärts im Schwabhauser Feld (Standort) | Wegkapelle                                        | Satteldachbau aus Holz mit polygonaler Apsis, zweite Hälfte 19. Jahrhundert; mit Ausstattung.                                                                      | D-1-81-145-23 | weitere Bilder             |
| Kirchstraße 3 (Standort)                                                  | Katholische Pfarrkirche Sankt Johannes der Täufer | Saalbau mit eingezogenem, halbrund schließendem Chor und Chorflankenturm, Langhaus 1682, Chor und Turm von Joseph Schmuzer 1737, verlängert 1790; mit Ausstattung. | D-1-81-145-15 | weitere Bilder             |
| Kirchstraße 12 (Standort)                                                 | Ehemaliges Schulhaus                              | zweigeschossiger Satteldachbau, Dachwerk bez. 1870. | D-1-81-145-47 | BW                         |
| Kirchstraße 13 (Standort)                                                 | Ehemaliges Pfarrhaus                              | Zweigeschossiger Satteldachbau mit verkröpftem Trauf- und Giebelgesims, 1709, erneuert 1860.                                                                       | D-1-81-145-17 | Ehemaliges Pfarrhaus       |
| Kirchstraße 17 (Standort)                                                 | Austragshäusl                                     | Eingeschossiger Satteldachbau, zweites Viertel 19. Jahrhundert. | D-1-81-145-18 | Austragshäusl              |
| Oberberger Straße 20 (Standort)                                           | Wegkapelle                                        | Satteldachbau mit dreiseitigem Abschluss, 1822. | D-1-81-145-22 | weitere Bilder             |
| Ramsacher Straße 1 (Standort)                                             | Bauernhaus                                        | Wohnteil mit verschaltem Giebel und einseitig herabgezogenem Satteldach, im Kern 17./18. Jahrhundert.                                                              | D-1-81-145-19 | Bauernhaus                 |
| Ramsacher Straße 2 (Standort)                                             | Ehemaliges Kleinbauernhaus                        | Mittertennbau mit Hakenschopf und geschlepptem Satteldach, erste Hälfte 19. Jahrhundert.                                                                           | D-1-81-145-20 | Ehemaliges Kleinbauernhaus |
| Unterdorfstraße 20 (Standort)                                             | Ehemaliges Bauernhaus                             | Mitterstallbau mit eingezogener Giebelseite und Söller, im Kern 18. Jahrhundert.                                                                                   | D-1-81-145-21 | weitere Bilder             |

### Mangmühle
| Lage                   | Objekt     | Beschreibung | Akten-Nr.     | Bild       |
| ---------------------- | ---------- | --- | ------------- | ---------- |
| Mangmühle 1 (Standort) | Hofkapelle | Neugotischer Satteldachbau mit polygonaler Apsis und Dachreiter, zweite Hälfte 19. Jahrhundert; mit Ausstattung. | D-1-81-145-24 | Hofkapelle |

### Pestenacker
| Lage                                        | Objekt                               | Beschreibung | Akten-Nr.     | Bild           |
| ------------------------------------------- | ------------------------------------ | --- | ------------- | -------------- |
| Hauptstraße 15 (Standort)                   | Bauernhaus                           | Mittertennhaus, verputzter Backsteinbau, Haustür mit neugotischem Schnitzdekor, erste Hälfte 19. Jahrhundert, Tür bezeichnet mit „1861“. Kein Baudenkmal mehr. | D-1-81-145-29 | Bauernhaus     |
| Nähe Hauptstraße, südlich am Ort (Standort) | Katholische Kapelle                  | Neugotischer Satteldachbau mit flacher Apsis und Dachreiter, zweite Hälfte 19. Jahrhundert; mit Ausstattung. | D-1-81-145-26 | weitere Bilder |
| Nähe Hauptstraße (Standort)                 | Marienfigur                          | Über Postament Nische mit Madonna und darauf Kruzifix, Sandstein, bezeichnet mit „1886“. | D-1-81-145-27 | Marienfigur    |
| Pfarrhofstraße 4; Hauptstraße 18 (Standort) | Katholische Pfarrkirche Sankt Ulrich | Saalbau mit eingezogenem Polygonalchor und Chorflankenturm, im Kern spätgotisch mit frühgotischem Turmunterbau zweite Hälfte 14. Jahrhundert, Barockisierung um 1710/15, zweigeschossiger Sakristeianbau 1755; mit Ausstattung; Abschnitt der Friedhofsmauer, Westzug mit Pfeiler flankiertem Eingang an der Nordwestecke, 18. Jahrhundert. | D-1-81-145-25 | weitere Bilder |
| Winkler Straße 5 (Standort)                 | Bauernhaus                           | Ehemaliger Mitterstallbau mit Satteldach und Putzgliederung, im Kern erste Hälfte 19. Jahrhundert. | D-1-81-145-45 | weitere Bilder |

### Petzenhausen
| Lage                           | Objekt                                          | Beschreibung | Akten-Nr.     | Bild                 |
| ------------------------------ | ----------------------------------------------- | --- | ------------- | -------------------- |
| Kirchweg 5 (Standort)          | Ehemaliges Pfarrhaus                            | Satteldachbau mit Stichbogenfenstern, 1842/44. | D-1-81-145-34 | Ehemaliges Pfarrhaus |
| Kirchweg 6 (Standort)          | Katholische Pfarrkirche Sankt Petrus und Paulus | Saalbau mit eingezogenem Polygonalchor und Chorflankenturm, im Kern spätgotisch, Turm von Joseph Schmuzer 1725, Umgestaltung von Franz Xaver Schmuzer um 1750; mit Ausstattung. | D-1-81-145-32 | weitere Bilder       |
| Obere Bergstraße 14 (Standort) | Katholische Filialkirche Unsere Liebe Frau      | Saalbau mit mächtigem Chorturm, Ende 14. Jahrhundert, barockisiert 1737 und 1747; mit Ausstattung.                                                                              | D-1-81-145-33 | weitere Bilder       |

### Schwabhausen bei Landsberg
| Lage                                                                           | Objekt                               | Beschreibung | Akten-Nr.     | Bild           |
| ------------------------------------------------------------------------------ | ------------------------------------ | --- | ------------- | -------------- |
| Dorfstraße 12 (Standort)                                                       | Katholische Pfarrkirche Heilig Kreuz | Einheitlicher Saalbau mit eingezogenem, halbrundem Chorschluss und Chorflankenturm, von Michael Beer II, erstes Viertel 18. Jahrhundert; mit Ausstattung. | D-1-81-145-35 | weitere Bilder |
| Dorfstraße 16 (Standort)                                                       | Pfarrhaus                            | Stattlicher zweigeschossiger Steilsatteldachbau mit neubarocken Schweifgiebeln, von Albert Kirchmayer, 1914/15.                                           | D-1-81-145-37 | Pfarrhaus      |
| Dorfstraße 18 (Standort)                                                       | Bauernhaus                           | Stattlicher Putzbau mit Steilsatteldach und Gesimsgliederung, Anfang 19. Jahrhundert.                                                                     | D-1-81-145-38 | weitere Bilder |
| Dorfstraße 32 (Standort)                                                       | Katholische Kapelle Sankt Leonhard   | Einschiffiger Saalbau mit umlaufenden Strebepfeilern, polygonaler Apsis und Dachreiter, bezeichnet mit „1478“, Turm und westliches Joch um 1870.          | D-1-81-145-36 | weitere Bilder |
| Bahnstrecke München–Buchloe; Landsberger Feld; Sankt-Leonhards-Feld (Standort) | KZ-Friedhöfe                         | Über drei Massengräbern niedrige Betoneinfassungen und hohe, gerundete Waschbetonplatten mit Gedenkinschrift, 1945.                                       | D-1-81-145-42 | KZ-Friedhöfe   |
| Mooswiesen, nordwestlich des Ortes (Standort)                                  | Feldkapelle                          | Kleiner Satteldachbau mit flacher Apsis und Putzgliederung, 18./19. Jahrhundert.                                                                          | D-1-81-145-39 | weitere Bilder |

### Wolfmühle
| Lage                    | Objekt          | Beschreibung | Akten-Nr.     | Bild            |
| ----------------------- | --------------- | --- | ------------- | --------------- |
| Wolfmühle 1 (Standort)  | Ehemalige Mühle | Zweigeschossiger Steildachbau, im Kern 18. Jahrhundert, Umbau zweite Hälfte 19. Jahrhundert; mit technischer Ausstattung. | D-1-81-145-41 | Ehemalige Mühle |
| in Wolfmühle (Standort) | Hofkapelle      | Neugotischer Satteldachbau mit dreiseitiger Apsis, 1893; mit Ausstattung.                                                 | D-1-81-145-40 | weitere Bilder  |

## Ehemalige Baudenkmäler
In diesem Abschnitt sind Objekte aufgeführt, die früher einmal in der Denkmalliste eingetragen waren, jetzt aber nicht mehr. Objekte, die in anderem Zusammenhang – also z. B. als Teil eines Baudenkmals – weiter eingetragen sind, sollen hier nicht aufgeführt werden. Aktennummern in diesem Abschnitt sind ehemalige, jetzt nicht mehr gültige Aktennummern.

| Lage                                   | Objekt     | Beschreibung                                          | Akten-Nr.     | Bild       |
| -------------------------------------- | ---------- | ----------------------------------------------------- | ------------- | ---------- |
| Geretshausen Kirchstraße 11 (Standort) | Bauernhaus | Satteldachbau mit Stüberlvorbau, 18./19. Jahrhundert. | D-1-81-145-16 | Bauernhaus |